# Герб Надымского района
Герб Надымского района и города Надым Ямало-Ненецкого автономного округа

## Описание герба
«В лазоревом (синем, голубом) поле поверх пониженного червленого (красного) шара (диска), тонко окаймленного серебром, зеленая оконечность, окаймленная серебром, имеющая посередине дугообразную серебряную впадину, над которой возникает короткое серебряное острие, увенчанное тремя серебряными соединенными опрокинутыми свободными стропилами (двумя и одним), и обремененную лазоревым (голубым, синим) пламенем о трех языках».

## Обоснование символики
Верхнее и нижнее полукружья герба в национальной ненецкой мифологии символизируют два круга жизни — небесный и земной. Небесный — это справедливость, добро, память предков. Земной же олицетворяет человеческую сущность. Факел о трех языках пламени отображает главное богатство недр Надымского района — газ, как бы согревающий изнутри жилище ненцев — чум, увенчанный оленьими рогами.
Красный цвет верхнего полукружья — символ солнца, жизнеутверждающей силы и красоты. Голубой цвет в геральдике герба символизирует честь, славу, истину и добродетель; зеленый — богатую сибирскую природу и здоровье. Серебро в геральдике — символ простоты, совершенства, мудрости, благородства и мира.
Авторы герба района (города): Анатолий Острецов (идея герба, г. Надым); Константин Моченов (доработка герба, г. Химки); Роберт Маланичев (художник, г. Москва).
Герб утвержден Решением № 40 Собрания Представителей муниципального образования «Город Надым и Надымский район» от 26 декабря 1998 года и внесен в Государственный геральдический регистр Российской Федерации — № 429.